# Juan López Fernández (futbolista)
Juan López Fernández, sobrenomenat "O Negro", nascut a Pobra do Caramiñal el 30 d'octubre de 1929 i mort el 7 de setembre de 2017, va ser un futbolista gallec. Va jugar de davanter.

## Trajectòria
Nascut a A Pobra do Caramiñal, es va traslladar a la Corunya amb la seva família quan tenia menys d'un any. Allà, va començar a jugar a futbol a l'AD Huracán i a l'Amanecer, passant després per Orzán SD, Victoria CF i Español SD.
Als 20 anys va debutar a Segona Divisió, formant part de l'Arousa en l'històrica temporada 1949-50, única del club de la categoria de plata. A l'equip de Vilagarcía, va compartir el lideratge amb Ventura, López Vázquez i Nolito, entre d'altres, i va marcar 8 gols.
El 1950 va fitxar pel Racing de Ferrol, entrenat per Josep Planas. En la seva primera campanya a Ferrol va formar la davantera juntament amb Marquínez, Fabeiro i Álvarez, entre d'altres, i va marcar vuit gols. En la següent temporada els seus companys més habituals en l'atac van ser Alvarito i Roig. Va marcar sis gols, que van contribuir a que l'equip acabés en tercera posició i competís en la fase d'ascens a Primera Divisió, en la qual va fer tres gols més, però sense ascendir.
L'any 1952 fitxa pel CD Málaga, amb el qual debutà a primera divisió en un partit contra l'Sporting de Gijón al Molinón. Va disputar-hi 13 partits en els quals va marcar 5 gols, descendint a Segona al final de la campanya. La temporada 1953-54 va marcar 11 gols a la lliga i altres 7 a la promoció d'ascens, contribuint de manera important al retorn del club a primera. Va ser el màxim golejador de l'equip la temporada 1954-55, amb 8 gols en 18 partits, però el club va quedar últim i va descendir.
El juliol de 1955 fitxa pel Deportivo de la Corunya, a primera divisió. L'1 de setembre va jugar contra l'Athletic Club la desena edició del Trofeu Teresa Herrera, la primera en què va participar el Deportivo. Va formar la davantera juntament amb Arsenio, Pahiño, Lechuga II i Polo, i va aconseguir proclamar-se campió gràcies a dos gols de Pahiño, en el qual la premsa de l'època va definir com un dels dies més memorables de la història del futbol corunyès. Només va jugar 8 partits oficials amb el Deportivo, on va estar a l'ombra de Pahiño i Bazán, i va marcar 5 gols.
El 1956 fitxa pel Xerez CD, de Segona Divisió. A l'equip entrenat per Eguiluz va recuperar la titularitat, jugant 21 partits en els quals va marcar 13 gols. La temporada següent va jugar amb l'Eldense, també a Segona, marcant 9 gols. Més tard va jugar a l'Sporting Clube d'Espinho de Portugal.
Després de jubilar-se, es va convertir en propietari d'un vaixell de pesca. Va morir el dia 7 de setembre de 2017 a l'edat de 87 anys.